# CBCラジオヘッドライン
『CBCラジオヘッドライン』（シービーシーラジオヘッドライン）は、CBCラジオで放送されていたラジオ番組。1990年4月9日放送開始、1994年9月30日放送終了。

## 概要
前番組『おはようCBC』に比べて、報道色を強めた朝のワイド番組。7時台はニュースを中心としたコーナー、8時台は取材もの、パーソナリティのトークを活かしたコーナーを中心に構成していた。メインパーソナリティには、直前の1990年3月まで土曜日朝のワイド番組『サタデーワイド』のパーソナリティを務めた三久保角男が異動。各コーナー名の大半は、英語タイトルを基調としており、番組内のジングルもFM放送を思わせるような英語コーラスを織り交ぜた曲調になっている。放送の拠点である「レインボースタジオ」に共同通信社から直通のファクシミリを導入して、いつでもニュースや情報を挿入できるようにしていた。

## 放送時間
- 毎週月曜日〜金曜日 7:00〜8:58（1992年9月までは、7:15〜8:58に放送された）

## パーソナリティ
- 三久保角男 （月 - 金）

### コメンテーター
| 期間      | 期間      | 月曜     | 火曜     | 水曜     | 木曜     | 金曜              |
| --------- | --------- | -------- | -------- | -------- | -------- | ----------------- |
| 1990.4.9  | 1991.9.27 | 湯浅道男 | 湯浅道男 | 湯浅道男 | 湯浅道男 | 湯浅道男          |
| 1991.9.30 | 1993.3.31 | 湯浅道男 | 湯浅道男 | 伊藤光利 | 伊藤光利 | 山村洋子          |
| 1993.4.1  | 1994.9.30 | 伊藤光利 | 岩塚徹   | 牧野剛   | 辻久善   | 黒田彰好 近藤貞雄 |

### アシスタント
| 期間      | 期間      | 月         | 火・水     | 木       | 金       |
| --------- | --------- | ---------- | ---------- | -------- | -------- |
| 1990.4.9  | 1991.9.30 | 杉江典美   | 杉江典美   | 杉江典美 | 杉江典美 |
| 1991.10.1 | 1992.3.31 | 加藤千佳   | 柳川薫     | 柳川薫   | 加藤千佳 |
| 1992.4.1  | 1993.3.26 | 鷲塚美知代 | 鷲塚美知代 | 加藤千佳 | 加藤千佳 |
| 1993.3.29 | 1994.9.30 | 鷲塚美知代 | 鷲塚美知代 | 加藤美紀 | 加藤美紀 |

## コーナー

### 7時台
- モーニングブレイク （1990年4月 - 1992年3月）
- File Today（Ⅰ、Ⅱ、Ⅲ）（1990年4月 - 1993年3月）
- 朝の歳時記
- Today's Topic （1992年4月 - 1994年9月）
- News Watching （1993年4月 - 1994年9月）
- Discover Business （1993年4月 - 1993年9月）
- The Scramble （1993年10月 - 1994年9月）
- News Selection （1993年4月 - 1994年9月）
- Hradline Sports （1993年4月 - 1994年9月）

### 8時台
- The Access （1990年4月 - 1993年3月）
- Brain Jungle （1990年4月 - 1993年3月）
- Mourning Journal （1993年4月 - 1994年9月）
- News Angle （1993年4月 - 1994年9月）
- Sampling Sports
- ターミナルサロン
- Today's Weather
- JAL 旅情報 （1993年10月 - 1994年9月）
- Index Today